# Boyzone
Boyzone là ban nhạc nổi tiếng Ireland của thập niên 1990 gồm 5 thành viên Ronan Keating, Stephen Gately, Mikey Graham, Shane Lynch, Keith Duffy. Đây là ban nhạc đã thu được những thành công lớn ở vương quốc Anh, Ireland cùng nhiều quốc gia khác tại châu Âu và châu Á. Boyzone có 6 single đứng đầu bảng xếp hạng Anh Quốc, và 9 single đứng đầu bảng xếp hạng của Ireland với 18 trên 20 single lọt vào top 2 của bảng xếp hạng Anh. Nhóm có 4 album lọt vào top một bảng xếp hạng Anh Quốc, với 20 triệu đĩa hát được bán trong năm 2009.
Boyzone được thành lập năm 1993 bởi ông bầu Louis Walsh, người cũng đồng thời được biết đến là ông bầu của cả Johnny Logan và Westlife. Trước khi nổi tiếng Boyzone có xuất hiện trên chương trình âm nhạc The Late Late Show của đài RTÉ'. Album đầu tay của họ Said and Done được phát hành năm 1994 và ba album CD tiếp theo ra đời năm 1996, 1998 và 2010. Ban nhạc đã có bảy album tổng hợp được phát hành. Một trong những giọng ca chính của ban nhạc là ca sĩ Stephen Gately đã qua đời ở tuổi 33 vào 10 tháng 10 năm 2009 tại Mallorca, Tây Ban Nha.

## Lịch sử thành lập

### Mới đầu: 1993–1995
Vào năm 1993, có 1 quảng cáo xuất hiện trên nhiều tờ báo của Ireland đăng tuyển 1 nhóm nhạc nam. Mục quảng cáo đó do ông bầu Louis Walsh gửi đi, với mục đích thành lập một "Take That Ireland" tiếp theo những thành công của họ. Buổi thử giọng được tổ chức ở Trung tâm Ormond, Dublin vào tháng 11 năm 1993. Có hơn 300 người đã đến ứng cử. Các ứng cử viên được yêu cầu hát bài "Careless Whisper" của George Michael. Mỗi ứng cử viên được thu âm, quay phim để xem lại và đánh giá khả năng biểu diễn của họ. Có 50 người trong số 300 người được lọt vào vòng thi thứ 2. Richard Rock (con trai của Dickie Rock) được mời đến vòng thi thứ 2 này. Trong vòng thi thứ 2, các ứng cử viên được yêu cầu hát 2 bài, trong đó có 1 bài do họ chọn. Mikey Graham hát "Two Out of Three Ain't Bad" của Meat Loaf. Keith Duffy hát "I'm Too Sexy" của Right Said Fred. Ronan Keating hát "Father and Son" của Cat Stevens (đây cũng là bản cover nổi tiếng của Boyzone sau này). Stephen Gately hát Hello của Lionel Richie. 10 người trong số 50 được chọn cho vòng thi thứ 3. Cuối cùng, Ronan Keating, Stephen Gately, Keith Duffy, Rock, Shane Lynch và Mark Walton được chọn. Mikey Graham bị loại ban đầu, nhưng sau đó lại gia nhập do Richard Rock từ bỏ. Ronan Keating ban đầu đối mặt với nhiều phản đối từ phía cha mẹ và thầy cô giáo. Anh dự định chuyển tới New York để học với học bổng trường thể thao và có ước mơ giành huy chương Olympic. Cuối cùng, Ronan quyết định từ bỏ việc học và đi theo Boyzone. Còn cha mẹ của Keith Duffy thì phản đối con trai từ bỏ nghề nghiệp đã hứa hẹn và gia nhập nhóm. Năm 1994, Shane Lynch và Keith Duffy bị dính vào vụ tai nạn xe hơi nghiêm trọng, nhưng cả hai đều sống sót mà không bị thương nặng. Mất một thời gian Boyzone mới ổn định thành 1 nhóm với 5 thành viên Shane Lynch, Ronan Keating, Stephen Gately, Mikey Graham, Keith Duffy.

### Said And Done: 1995–1996
Trong năm 1993 và đầu 1994 nhóm đã biểu diễn khắp miền Bắc Ireland, chủ yếu trong các quán rượu và câu lạc bộ. Sau đó, nhóm ký hợp đồng với Polygram năm 1994, và phát hành bài "Working My Way Back to You", là bản cover của ban nhạc Four Seasons, và do Mikey Graham và Stephen Gately hát chính. Bài hát đã lên tới vị trí thứ 3 trong bảng xếp hạng Ireland. Bài hát "Love Me for a Reason", bản cover của Osmond, đã phá vỡ các bảng xếp hạng của Anh Quốc. Bài hát đứng thứ 2 trong bảng xếp hạng Anh, và nằm trong album đầu tay của nhóm "Said and Done". Album này đã đứng thứ nhất ở Ireland và Anh.

### A Different Beat: 1996–1998
Album thứ hai của Boyzone – A Different Beat – được phát hành năm 1996 và bao gồm bài hát đầu tiên đứng đầu bảng xếp hạng Anh - Words - bản cover của Bee Gees. Album cũng bao gồm 2 hit single "A Different Beat" và "Isn't It a Wonder". Ronan Keating bắt đầu nổi bật là ca sĩ dẫn đầu và là người đại diên. Anh đã giành giải Ivor Novello Award cho viết nhạc bài "Picture of You" năm 1997.

### Where We Belong: 1998–1999
Album thứ 3 - Where We Belong - phát hành năm 1998 với các bài hát do Boyzone sáng tác. Album bao gồm các hit single như "All That I Need" (nằm 6 tuần trong bảng xếp hạng MTV châu Á), "Baby Can I Hold You" (bản cover của Tracy Chapman) và "No Matter What". Vốn là bản nhạc kịch Whistle Down the Wind của Andrew Lloyd Webber, bản cover "No Matter What" là single bán chạy nhất của nhóm và được bình chọn là bài hát của năm (năm 1998).

### Greatest Hits và lần biểu diễn cuối cùng trước khi tan rã: 1999–2000
Năm 1999, album tổng hợp các hit song - By Request - được phát hành cùng với các tua diễn. Tháng 6 năm 1999, Stephen Gately bị phát hiện là đồng tính và anh đang hẹn hò với Eloy de Jong - thành viên nhóm Caught in the Act. Cùng năm đó, Ronan Keating phát hành single solo đầu tiên của mình, "When You Say Nothing at All", cũng là bài hát thu âm cho phim "Notting Hill". Vào thời điểm này, sau 6 năm cùng nhau biểu diễn, các thành viên trong nhóm quyết định rời nhóm một thời gian để theo đuổi sự nghiệp solo. Boyzone có biểu diễn cuối cùng với nhau vào tháng 1 năm 2000, họ đã bán được hơn 10 triệu đĩa hát, 16 single lọt vào top 5, và họ là ban nhạc Ireland đầu tiên có 4 single đứng đầu bảng xếp hạng Vương quốc Anh. Tua diễn năm 1998 của Boyzone ở Ireland đã phá vỡ kỷ lục khi 35.000 vé được bán sạch trong vòng 4 giờ. 

## Tái hợp
Sau 7 năm kể từ khi tan rã năm 2000, các thành viên Boyzone có một số thành công trong sự nghiệp riêng của mình. Ronan Keating tham gia chủ yếu vào âm nhạc, anh sáng tác nhạc và quản lý các ban nhạc khác. Stephen Gately cũng tiếp tục sự nghiệp như 1 nghệ sĩ solo, Keith Duffy gặt hái vài thành công trong sự nghiệp diễn xuất… Tiếp theo sự tái hợp thành công của ban nhạc Take That năm 2006, 

### Back Again... No Matter What: 2007–09
Vào ngày 5 tháng 11 năm 2007, Ronan Keating xác nhận Boyzone sẽ tái hợp khi xuất hiện trong chương trình đặc biệt hàng năm của BBC, Children in Need. Ngày 16 tháng 11, Boyzone chính thức xuất hiện trước công chúng trong chương trình Children in Need với liên khúc No Matter What, Love Me For A Reason và Picture of You. 20.000 vé cho concert ở RDS Dublin đã được bán hết sạch trong ngày đầu tiên. Tua diễn 29 ngày ở các thành phố như Cardiff, Newcastle, Liverpool, London, Wembley, Manchester, Birmingham, Glasgow, Aberdeen, Sheffield, Newcastle, Nottingham, Edinburgh Castle và RDS ở Dublin. Tua diễn bắt đầu từ 25 tháng 5 năm 2008 ở đấu trường Odyssey Belfast, và kết thúc ở công viên Carlisle Bitts vào 23 tháng 8 năm 2008. 

### Cái chết của Stephen Gately
Vào ngày 10 tháng 10 năm 2009, Stephen Gately được phát hiện đã qua đời ở tuổi 33 khi anh đang nghỉ ở Mallorca cùng bạn đời Andrew Cowles. Ngày 13 tháng 10, AP báo cáo nguyên nhân tử vong do bị tràn dịch màng phổi dẫn tới ngạt thở, suy tim.

### Brother: 2009–2010
Vốn ban đầu Boyzone dự tính sẽ phát hành album mới vào giữa năm 2010 cùng tua diễn mùa hè, nhưng album đã được phát hành sớm hơn dự định vào tháng 3 năm 2010. Album được phát hành để kỷ niệm Stephen Gately, với 2 bài hát do Stephen hát trước khi anh qua đời. "Gave It All Away" là bài hát do Mika sáng tác, dẫn đầu album với giọng ca của Stephen Gately. Boyzone yêu mến bài này và mong phát hành bài hát như là single đánh dấu sự trở lại của họ. "Gave It All Away" được phát trên mạng vào 17 tháng 1 năm 2010. Album thứ tư của Boyzone mang tên Brother được phát hành 8 tháng 3 năm 2010. Album đã vươn tới vị trí đầu của bảng xếp hạng Ireland và Anh.

## Danh sách các đĩa hát đã phát hành

### Albums
| Thông tin album |
| --- |
| Said and Done - Dạng: CD - Phát hành: 21 tháng 8 năm 1995 - Vị trí: #1 Vương quốc Anh - Singles: "Love Me For a Reason", "Key To My Life", "So Good", "Father and Son", "Coming Home Now - Lượng đĩa bán tại Anh (BPI): 3xPlatinum (900 000+)                                     |
| A Different Beat - Dạng: CD - Phát hành: 28 tháng 10 năm 1996 - Vị trí: #1 Vương quốc Anh - Singles: "Words", "A Different Beat", "Isn't It a Wonder" - Lượng đĩa bán tại Anh (BPI): 3xPlatinum (900 000+)                                                                        |
| Where We Belong - Dạng: CD - Phát hành: 25 tháng 5 năm 1998 - Vị trí: #1 Vương quốc Anh, #167 Hoa Kỳ - Singles: "Picture of You", "Baby Can I Hold You", "All That I Need", "No Matter What", "I Love the Way You Love Me" - Lượng đĩa bán tại Anh (BPI): 5xPlatinum (1 500 000+) |
| Brother - Dạng: CD - Phát hành: 8 tháng 32010 - Vị trí: #1 Vương quốc Anh - Singles: "Gave It All Away", "Love Is a Hurricane" - Lượng đĩa bán tại Anh: - |
| By Request - Dạng: album tổng hợp - Phát hành: 31 tháng 5 năm 1999 - Vị trí: #1 Vương quốc Anh - Singles: "When The Going Gets Tough", "You Needed Me", "When You Say Nothing at All" - Lượng đĩa bán tại Anh (BPI): 6xPlatinum (1 800 000+)                                      |
| The Singles Collection 1994-1999 - Dạng: Box set - Phát hành: 6 tháng 12 năm 1999 - Vị trí: #129 Vương quốc Anh - Singles: Everyday I Love You - Lượng đĩa bán tại Anh: - |
| Ballads - The Love Song Collection - Dạng: album tổng hợp - Phát hành: 17 tháng 3 năm 2003 - Vị trí: #6 Vương quốc Anh - Singles: - - Lượng đĩa bán tại Anh: (BPI): Gold (100 000+)                                                                                               |
| Key To My Life: Collection - Dạng: album tổng hợp - Phát hành: 30 tháng 1 năm 2006 - Vị trí: #8 Vương quốc Anh - Singles: - - Lượng đĩa bán tại Anh: - |
| Back Again... No Matter What - Dạng: album tổng hợp - Phát hành: 13 tháng 8 năm 2008 - Vị trí: #4 Vương quốc Anh - Singles:"Love You Anyway", "Better" - Lượng đĩa bán tại Anh: -                                                                                                 |
| B-Sides & Rarities - Dạng: album tổng hợp - Phát hành: 13 tháng 8 năm 2008 - Vị trí: #34 Vương quốc Anh - Singles: - - Lượng đĩa bán tại Anh: - |

### Singles
- 28 tháng 11 năm 1994 "Love Me for a Reason" #2 UK
- 17 tháng 4 năm 1995 "Love for a Reason" #3 UK
- 31 tháng 7 năm 1995 "So Good" #3 UK
- 13 tháng 11 năm 1995 "Father and Son" #2 UK
- 26 tháng 2 năm 1996 "Coming Home Now" #4 UK
- 7 tháng 10 năm 1996 "Words" #1 UK
- 2 tháng 12 năm 1996 "A Different Beat" #1 UK
- 10 tháng 3 năm 1997 "Isn't It a Wonder" #2 UK
- 21 tháng 7 năm 1997 "Picture of You" #2 UK
- 24 tháng 11 năm 1997 "Baby Can I Hold You/Shooting Star" #2 UK
- 20 tháng 4 năm 1998 "All That I Need" #1 UK
- 3 tháng 8 năm 1998 "No Matter What" #1 UK, #2 AUS, #12 US Adult Contemporary Chart
- 23 tháng 11 năm 1998 "I Love the Way You Love Me" #2 UK
- 1 tháng 3 năm 1999 "When the Going Gets Tough" #1 UK
- 10 tháng 5 năm 1999 "You Needed Me" #1 UK
- 22 tháng 11 năm 1999 "Everyday I Love You" #3 UK
- 28 tháng 9 năm 2008 "Love You Anyway" #5 UK
- 8 tháng 12 năm 2008 "Better" #22 UK
- 1 tháng 3 năm 2010 "Gave It All Away" #9 UK
- 17 tháng 5 năm 2010 "Love Is a Hurricane" #44 UK